# Propsephus nanshanus
Propsephus nanshanus là một loài bọ cánh cứng trong họ Elateridae. Loài này được Arimoto miêu tả khoa học năm 2005.